# Энделер, Кахири
Кахири Энделер (фр. Kahiri Endeler; род. 28 декабря 1996) — таитянский шоссейный велогонщик.

## Карьера
В 2014 году выступил на чемпионате Океании в групповой гонке среди юниоров, а в 2016 и 2017 году как имеющий французское гражданство принимал участи в чемпионате Франции среди молодёжи. В 2018 году стартовал на гонках тихоокеанского региона — Туре Таити и Туре Новой Каледонии.
В середине сентября 2022 года чемпионат мира проходил в австралийском Вуллонгонге. На него для участия в смешанной эстафете в порядке исключения были приглашены сборные Новой Каледонии и Таити. Хотя их ассоциации являются ассоциированными членами Конфедерации велоспорта Океании, они зависят от федерации велоспорта Франции и, следовательно, не имеют прямого отношения к UCI, поэтому их спортсмены обычно должны выступать в составе национальной сборной Франции. Кахири Энделер был включён в состав сборной Таити которая в смешанной эстафете заняла 14-е место среди 16-и участвовавших команд.
Затем в самом начале ноября 2022 года на Туре Таити занял третье место в общем зачёте и стал победителем в спринтерском зачёте.
Далее в середине декабря 2022 года отправился на Гуам где одновременно с однодневной гонкой Тур Гуама проходил первый Тихоокеанский кубок состоявший из групповой (проводилась в рамках Тура Гуама) и индивидуальной гонки.. По итогам двух проведённых гонок он стал вторым на Туре Гуама, чемпионом в групповой и серебряным призёром в индивидуальной гонке Тихоокеанского кубка.

## Достижения
2018
5a-й этап на Тур Таити
2022
 Тихоокеанский кубок — групповая гонка
 Тихоокеанский кубок — индивидуальная гонка
2-й на Тур Гуама
3-й на Тур Таити